# Knud Trolle
Knud Trolle (1705 – 29. maj 1760) var en dansk godsejer.
Han var søn af oberstløjtnant Christian Trolle til Ryegård (ca. 1660-1670 - før 1708) og Hilleborg Knudsdatter Gyldenstierne (30. april 1683 - 17. december 1734). Han arvede Ryegård, som han solgte 1735, og ejede desuden Møllerup, Bogensholm, Holmegård og Broksø. Trolle blev 1726 jagtjunker, 1736 jægermester og 1746 kammerherre.
9. oktober 1737 ægtede han i Vor Frelsers Kirke Birgitte Restorff (1701 - 26. juni 1790), datter af meklenburgske ritmester og ejer af Testrupgård Johan Adolph von Restorff (død før 1703) og Margrethe Elisabeth Krabbe (af Østergaard) (1666-1758). Parret fik ingen børn.
Han er begravet i Voldum Kirke.
Andreas Brünniche har udført et portrætmaleri af Knud Trolle (1753, Rosenholm Slot) og hustruen Birgitte født Restorff (1753, sammesteds og Gavnø-fonden) 